# Értékes jegyek
Egy adott szám értékes jegyei (más néven értékes számjegyei) a mérés pontosságát kifejező számjegyek egy olyan szabályrendszer keretében, amely a pontosság minél jobb kifejezésére, illetve a pontosság téves látszatának elkerülésére szolgál. Egyik legfontosabb elve, hogy a mérésen alapuló számítás eredménye nem lehet pontosabb, mint a kiinduló adatok.
Az értékes jegyek végső soron hozzájárulnak a mérési eredmények helyes kifejezéséhez.

## Szabályok

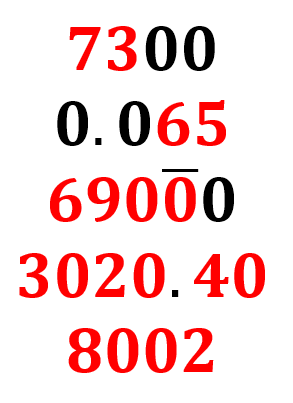
Az ábrán látható piros számjegyek értékes jegyek, a feketék viszont nem

Az értékes jegyek használatával kapcsolatos szabályok és elvek:
- minden nemzérus számjegy értékes jegy (pl. 239,62 értékes jegyeinek száma 5)
- értékes jegyek által közrefogott zérusok szintén értékes jegynek számítanak (pl. 700102 értékes jegyeinek száma 6)
- a szám elején álló zérusok nem számítanak értékes jegynek (pl. 0,000000734 értékes jegyeinek száma 3)
- a tizedesvessző után álló záró zérusok értékes jegynek számítanak (pl. 3549,00 értékes jegyeinek száma 6)
- tizedesvesszővel nem rendelkező szám záró zérusai esetén meg kell kísérelni annak megállapítását, hogy a szám kerekítés miatt végződik nullá(k)ra, vagy pontos értéknek számít; előbbi esetben a záró zérusok nem számítanak értékes jegynek, utóbbi esetben viszont igen (pl. ettől függően a 6200 rendelkezhet 2 vagy 4 értékes jeggyel is)
- zérusra végződő egész számok esetén a pontosság nem egyértelmű mivolta és a félreértések elkerülése végett érdemes a számokat normálalakban felírni (pl. kerekített szám esetén 431000 helyett 4,31 × 105 formában felírható, míg pontos szám esetén 431000 helyett 4,31000 × 105 írandó)
- két mennyiség közötti összeadás vagy kivonás esetén a kisebb pontossággal rendelkező (tehát pontatlanabb) szám pontosságára kell kerekíteni a végeredményt (pl. 2700 + 5,376 = 2700, mert a 2700 egy kerekített szám, és csak a százas helyi értékig pontos)
- két mennyiség közötti szorzás vagy osztás során az eredmény értékes jegyeinek számát a kevésbé pontos mennyiség értékes jegyeinek száma határozza meg (pl. 7,3 × 4287,4536 = 31000, ahol a végeredménynek csak 2 értékes jegye lehet a 7,3 értékes jegyeiből kiindulva, ennek értelmében pedig a végeredmény utolsó három számjegye automatikusan zérus lesz, amik nem számítanak értékes jegynek)
- több lépésből álló, mért adatokkal való számítás során a köztes eredményeket ajánlott értékes jegyek használata nélkül, nagy pontossággal megadni, és csak a végeredménynél alkalmazni az értékes jegyekre vonatozó szabályokat, ellenkező esetben a kerekítések miatt pontatlan értékek adódhatnak
- a mértékegységek átváltása nem okozhat változást az értékes jegyek számában (pl. 0,072930 km = 72,930 m = 7293,0 cm = 72930 mm = 7,2930 × 10-2 km, azaz minden esetben 5 értékes jegy a pontosság)
- pontosan megadott számok értékes jegyeinek száma mindig végtelen
- az értékes jegyek csak mért értékek esetén alkalmazandók, darabra megszámolható entitások esetén a kapott szám pontosan megadott számnak minősül, tehát értékes jegyeinek száma végtelen (pl. ha egy kosárban lévő almák száma 53 darab, akkor úgy is lehet tekinteni a darabszámra, mintha az utolsó számjegye után – a tizedes helyi értéktől kezdve – végtelen számú zérus tapadna hozzá: 53,000000000...)